# Raquetas de nieve

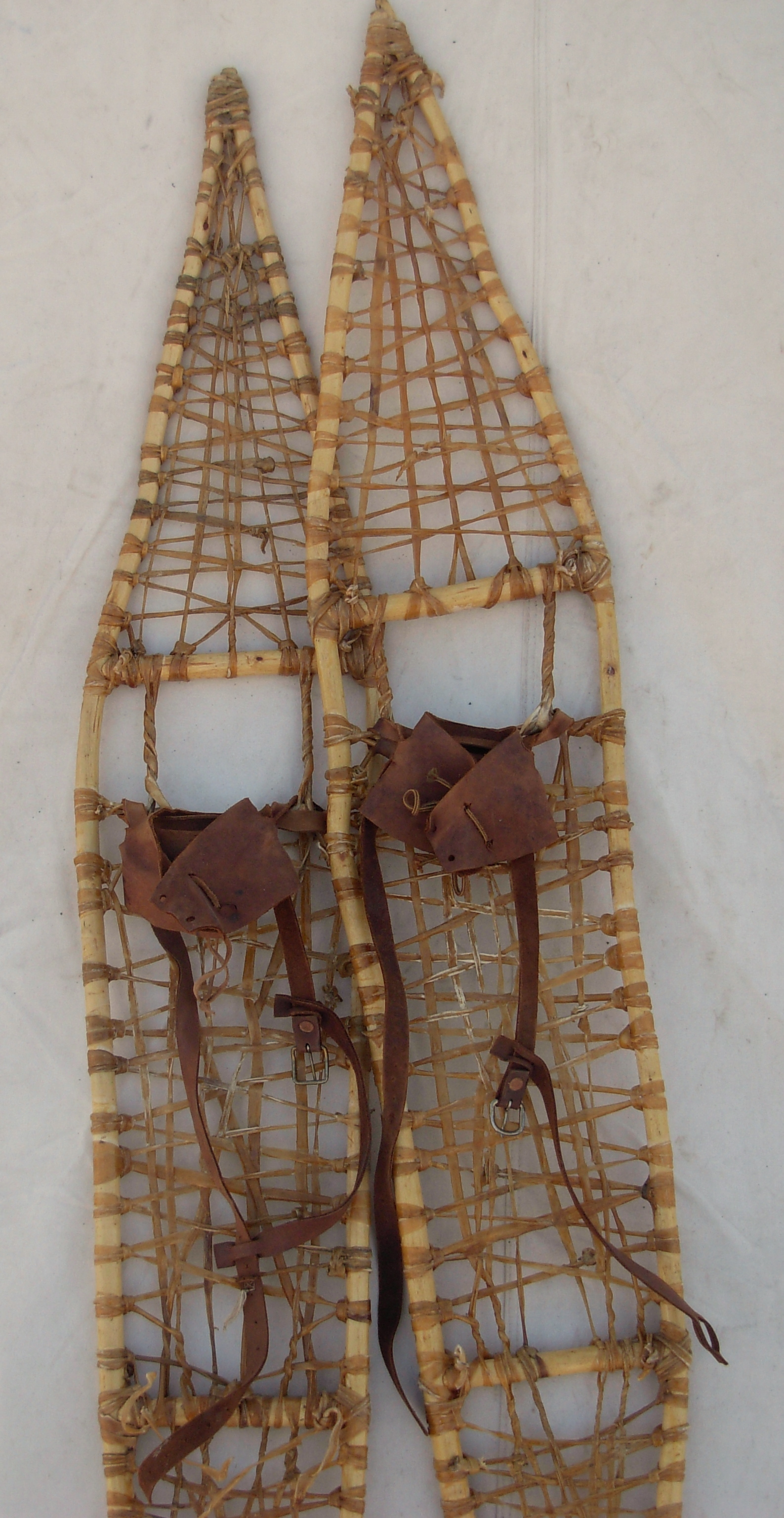
Raquetas de nieve tradicionales.

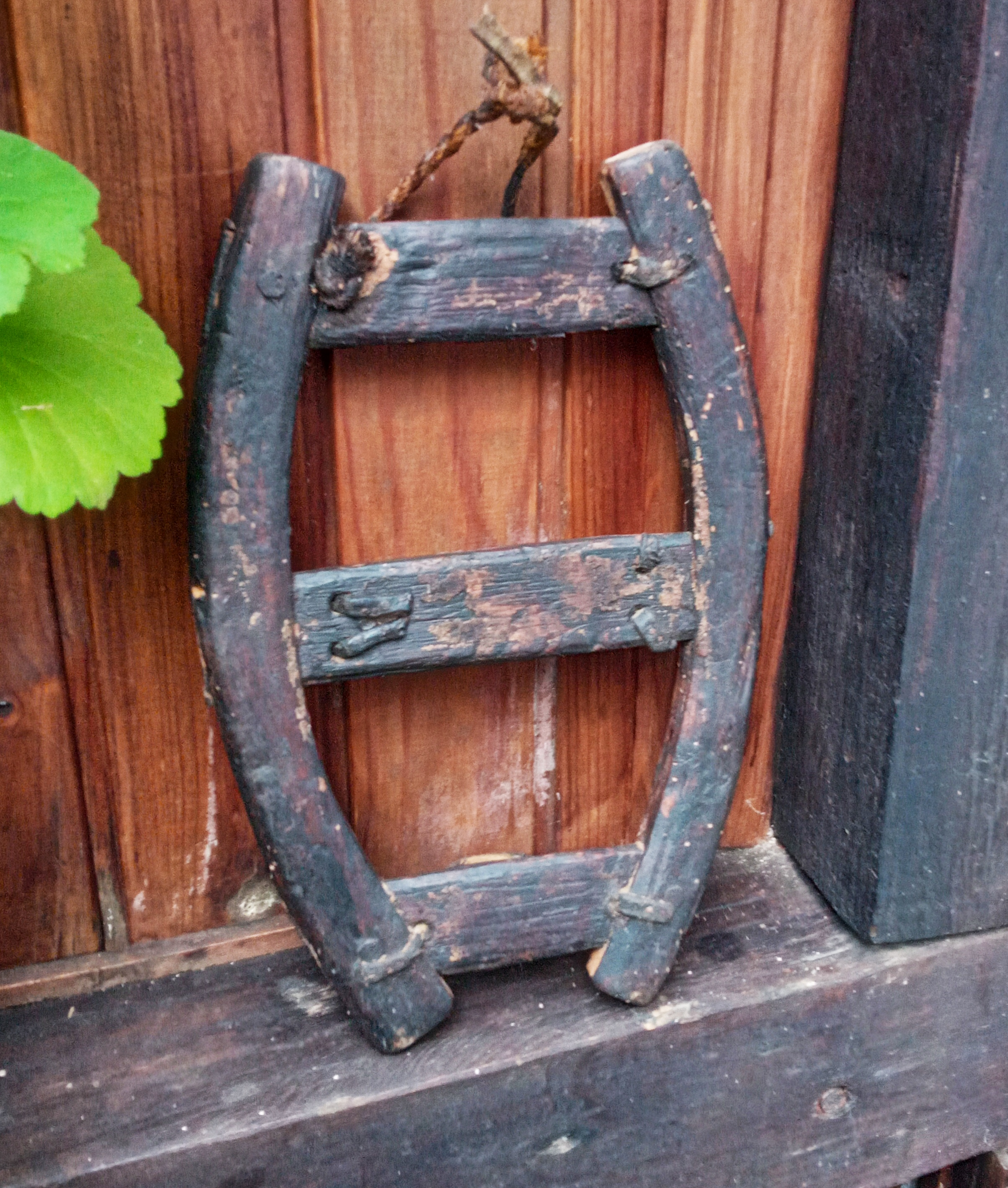
raqueta de nieve antigua en Boñar, León, España

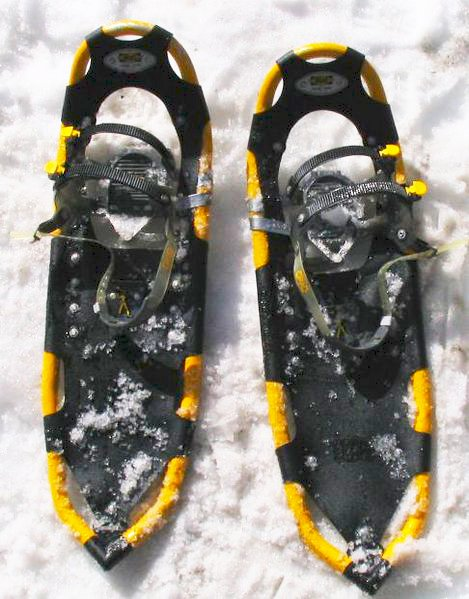
Raquetas de nieve modernas.

Las raquetas de nieve son unos utensilios que se acoplan a las botas y sirven para desplazarse con más comodidad y rapidez sobre terreno nevado o helado, utilizándose sobre todo en la práctica del senderismo, montañismo o alpinismo en invierno. Distribuyen el peso de la persona sobre una superficie más grande de manera que el pie no se hunda completamente en la nieve, como consecuencia del que se llama «flotación».
Las raquetas de nieve tradicionales tienen un marco de madera dura con cordones de piel. Las modernas, mayoritariamente, están hechas de metal ligero o son de una única pieza de plástico acoplada al pie para distribuir el peso. Además, suelen disponer de algunos elementos que mejoran el diseño original, como son:
- Unión del pie a la raqueta por la puntera mediante un eje pivotante. Lo que permite levantar el talon y flexionar la rodilla sin levantar la totalidad del peso de la raqueta.
- Pequeños crampones o cuchillas en la suela para poder caminar sobre nieve dura o hielo.
- Alza para el talón, que hace más descansados los ascensos al modificar la inclinación del pie.
- Gancho delantero, que mejora el agarre en los descensos.

Mientras hoy se utilizan principalmente para el ocio, excursionistas y corredores a los que les gusta continuar haciéndolo en el invierno, en la antigüedad  eran herramientas esenciales para los comerciantes de piel, cazadores taladores o de cualquier otro tipo para moverse por los lugares con nieve donde nevaba de forma severa.Incluso hoy en día, las raquetas de nieve son necesarias para guardas forestales y otros colectivos que tienen que ser capaces de moverse por áreas inaccesibles para vehículos motorizados cuando hay nieve profunda.
Sus dimensiones habituales varían entre valores cercanos al metro y 50 o 60 cm. Dependiendo del tipo de nieve sobre la que se progresa (polvo o dura) se utilizan unas dimensiones mayores o menores respectivamente.

## Desarrollo de las raquetas de nieve

### Orígenes
El origen y edad de las raquetas de nieve no son conocidos con precisión, aunque los historiadores creen que fueron inventadas entre el año 2000 y el 4000 a. C., probablemente empezando por Asia Central. Estrabón escribió que los habitantes del Cáucaso acostumbraban a adjuntar superficies planas de piel bajo los pies y en cambio, los armenios usaban superficies redondas de madera. 
En los orígenes se separaron dos grupos de pioneros de las raquetas de nieve, estableciendo patrones que aún hoy en día se pueden ver. Un grupo abandonó la raqueta de nieve migrando hacia el norte, a lo que hoy es Escandinavia, eventualmente cambiando el diseño de la raqueta de nieve a lo utilizado en el esquí Nórdico de fuera de pista. El otro fue hacia el noreste, cruzando el estrecho de Bering hacia Norteamérica.

### Competiciones
Cada año se disputan competiciones de raquetas de nieve. En Europa, por ejemplo, existe una Copa de Europa de este deporte, disputada en países como España, Francia, etc. Uno de sus máximos exponentes es Javier Perez de Ciriza Cordeu, triple campeón de la competición Cross de los Pirineos.